# Bolivinoidea
Bolivinoidea, tradicionalmente denominada Bolivinacea, es una superfamilia de foraminíferos bentónicos del suborden  Buliminina y del orden Buliminida. Su rango cronoestratigráfico abarca desde el Turoniense (Cretácico superior) hasta la Actualidad.

## Discusión
Clasificaciones previas incluían Bolivinoidea en el suborden Rotaliina y/o orden Rotaliida.

## Clasificación
Bolivinoidea incluye a las siguientes familias:
- Familia Bolivinidae
- Familia Bolivinoididae
- Familia Cheilochanidae